# Верх-Жилино
Верх-Жилино — село в Косихинском районе Алтайского края. Центр одноимённого сельсовета.

## Население
| 1997 | 1998 | 1999 | 2000 | 2001 | 2002 | 2003 |
| ---- | ---- | ---- | ---- | ---- | ---- | ---- |
| 771  | ↘734 | ↘732 | ↗742 | ↗744 | ↘692 | ↘681 |
| 2004 | 2005 | 2006 | 2007 | 2008 | 2009 | 2010 |
| ↘610 | ↘592 | ↘547 | ↘529 | ↘510 | ↘498 | ↘459 |
| 2011 | 2012 | 2013 | 2014 | 2015 | 2016 | 2017 |
| ↘458 | ↘442 | ↘412 | ↗426 | ↘416 | ↘410 | ↘405 |
| 2018 | 2019 | 2020 | 2021 |      |      |      |
| ↘398 | ↘386 | ↘369 | ↗374 |      |      |      |

На 2017 год в Верх-Жилино числится 9 улиц и 4 переулка, в селе действуют средняя общеобразовательная школа и детский сад «Тополёк».

## География
Располагается в 15 километрах от районного центра, села Косиха, в 97 километрах (по шоссе) на северо-восток от Барнаула, на реке Жилиха, у впадения левого притока реки Журавлиха, высота центра селения над уровнем моря — 209 м.

## История
В Списке населенных мест Сибирского края числится село Верх-Жилино на речке Журавлиха, дата основания 1775 год, в деревне 454 хозяйства по переписи 1926 года и 2314 жителей, одна лавка, сельсовет и школа 1-й ступени

## Известные жители
- Топоров, Адриан Митрофанович
- Титов, Герман Степанович
- Титов, Степан Павлович